# Bartl Brötzner
Bartholomäus „Bartl” Brötzner (ur. 13 lutego 1928 w Wals-Siezenheim, zm. 12 września 2015) – austriacki zapaśnik walczący w stylu klasycznym. Trzykrotny olimpijczyk. Czwarty w Melbourne 1956, piąty w Helsinkach 1952 i dwunasty w Rzymie 1960. Startował w kategoriach 62-68 kg. Zajął szóste miejsce na mistrzostwach świata w 1958 roku.
- Turniej w Helsinkach 1952

Pokonał Belga Luciena Claesa, Jugosłowianina Bele Torme, Szweda Gunnara Håkanssona i przegrał z Włochem Umberto Trippą.
- Turniej w Melbourne 1956

Wygrał z zawodnikiem radzieckim Władimirem Rosinem i Turkiem Rızą Doğanem. Przegrał z Węgrem Gyulaem Tóthem i Dimityrem Stojanowem z Bułgarii.
- Turniej w Rzymie 1960

Zwyciężył Holendra Leo Pieka i następne trzy walki przegrał, kolejno z Turkiem Adilem Güngörem, Norwegiem Rogerem Skauenem i Jugosłowianinem Branko Martinovićem.
Jest ojcem Bartholomäusa Brötznera, zapaśnika i olimpijczyka z igrzysk w Moskwie 1980.